# Sedgwick (Kansas)
Sedgwick is een plaats (city) in de Amerikaanse staat Kansas, en valt bestuurlijk gezien onder Harvey County en Sedgwick County.

## Demografie
Bij de volkstelling in 2000 werd het aantal inwoners vastgesteld op 1537.
In 2006 is het aantal inwoners door het United States Census Bureau geschat op 1640, een stijging van 103 (6,7%).

## Geografie
Volgens het United States Census Bureau beslaat de plaats een oppervlakte van
2,8 km², geheel bestaande uit land. Sedgwick ligt op ongeveer 427 m boven zeeniveau.

## Plaatsen in de nabije omgeving
De onderstaande figuur toont nabijgelegen plaatsen in een straal van 16 km rond Sedgwick.